# 慈光寺
慈光寺位於台灣台北市萬芳路，為主祀釋迦牟尼佛之佛教廟宇。該建物興建於1957年，今為位於台北文山區之仿古廟宇建築。另外，該廟宇的組織型態為執事人制，佛誕大典日期則是每年農曆之四月初八。

## 歷史沿革
本寺開山始於民國四十四年(1955)，先是聖法、善清、真心及如明四師曾遊歷至木柵劉烏定居士之私人佛堂，被其盛情所留達數月之久。從而認識信士凌劉蓮及許劉信等人。諸人咸謂立廟塑像有功於鄉里，乃發動當地人士，捐錢出力，並得地主許金富、許金英慨獻其地遂有梵宇平地而起。
蓋此處地形，四面環山(興隆山)、平地居中，儼如一座大學士椅，兼之氣候冬暖而夏涼，真可謂福地也。尤有甚者，眾皆不知此地有水，及掘地基時，不意清泉湧出，遠近傳為稀有，其為佛地也宜矣。
然開山草創之初一切唯難唯儉，雖有屋宇而莊嚴不足以供佛，雖有寮舍而寬廣不足以容眾，幸得信士許陳茶、許垂春等人發動永和信眾募集淨資逐步建設而成。
復爰於民國六十八年，原有佛殿及廂房日久破舊，亟待重修，得前永和鎮長林溪水信士發起，廣召各方捐助，經數年努力，乃得見此巍巍之佛殿及清淨之廂房，而今可謂佛得其所而眾得其安矣，是以為文誌其因緣。

## 各殿供奉

釋迦牟尼佛(中)、阿彌陀佛(左)、藥師佛(右)

- 大雄寶殿：為主殿，供奉三寶佛， 釋迦牟尼佛、阿彌陀佛、藥師佛。
- 西方三聖殿：供奉 阿彌陀佛、觀世音菩薩、大勢至菩薩。
- 地藏殿：供奉地藏王菩薩
- 阿彌陀佛大佛：大佛座落興隆山腰面朝東，高36呎。全身呈金黃色，大佛右手上舉，表示放大光明，猶如燈塔，為娑婆眾生作指引；左手低垂呈接引之勢，猶如慈父，接引眾生到達安樂的地方。從大殿旁順著石階向上走就能到達。

阿彌陀佛立像

## 外部連結
- [http:// http://www.cihguangtemple.org （页面存档备份，存于） 台北木柵慈光寺網站]